# All the Little Animals
All the Little Animals è un film del 1998 diretto da Jeremy Thomas.
La pellicola, con protagonisti John Hurt e Christian Bale, è tratta dal romanzo di Walker Hamilton Tutti quei piccoli animali (edito in Italia da Garzanti).
Il film è stato presentato, nella sezione Un Certain Regard, al Festival di Cannes 1998.

## Trama
Bobby Platt è un giovane affetto da un disturbo mentale che lo porta a comportarsi spesso come un bambino, vivendo come un'ossessione la sua passione per gli animali e la natura. Dopo la morte della madre è costretto a vivere con il patrigno tiranno, che gli uccide uno ad uno tutti i suoi piccoli animali. Bobby decide di fuggire dalle angherie del patrigno rifugiandosi nei boschi, durante la sua fuga incontra Mr. Summers, un misterioso ed anziano uomo che condivide come lui la passione per la natura. Bobby diviene l'apprendista di Mr. Summers, che gli insegna lo strano mestiere di seppellire corpi senza vita degli animali, ma il rapporto tra i due verrà minato dalla presenza violenta del patrigno del ragazzo.